# Công quốc Pomerania
Công quốc Pomerania (tiếng Đức: Herzogtum Pommern, tiếng Ba Lan: Księstwo Pomorskie; tiếng Anh: Duchy of Pomerania) là một công quốc ở Pomerania trên bờ biển phía Nam của Biển Baltic, được cai trị bởi các công tước của Nhà Griffin. Quốc gia này đã tồn tại trong thời Trung cổ, vào các năm 1121–1160, 1264–1295, 1478–1531 và 1625–1637.
Công quốc có nguồn gốc từ lãnh địa của Wartislaw I, một công tước Pomeranian người Slav, và được mở rộng bởi Đất Schlawe và Stolp vào năm 1317, Thân vương quốc Rügen vào năm 1325, và Lauenburg và Bütow Land vào năm 1455. Trong suốt thời kỳ Hậu kỳ Trung cổ, nó cũng bao gồm các khu vực phía Bắc Neumark và Uckermark cũng như Circipania và Mecklenburg-Strelitz.
Công quốc Pomerania được thành lập như một quốc gia chư hầu của Ba Lan vào năm 1121, nó vẫn tồn tại cho đến khi Ba Lan bị chia cắt sau cái chết của người cai trị Ba Lan Bolesław III Wrymouth vào năm 1138. Sau đó, các Công tước của Pomerania được độc lập, và sau đó là chư hầu của Công quốc Sachsen từ 1164 đến 1181, của Đế chế La Mã Thần thánh từ 1181 đến 1185, của Đan Mạch từ 1185 đến 1227 và cuối cùng, từ năm 1227 trở đi, trở lại với Đế chế La Mã Thần thánh (bao gồm cả thời kỳ là chư hầu của Phiên bá quốc Brandenburg).
Trong hầu hết thời gian tồn tại của mình, công quốc được đồng cai trị bởi một số công tước Griffin, dẫn đến nhiều sự phân chia nội bộ khác nhau. Sau khi công tước Griffin cuối cùng qua đời trong Chiến tranh Ba mươi năm vào năm 1637, công quốc được phân chia giữa Brandenburg-Phổ và Thụy Điển. Các vị vua của Thụy Điển và Phiên hầu tước của Brandenburg, sau này là các vị vua của Phổ, trở thành thành viên với tư cách là Công tước của Pomerania trong Hội đồng các thân vương thuộc Đại hội Đế chế của Đế quốc La Mã Thần thánh.